# Partido Alto
Partido Alto é uma telenovela brasileira produzida e exibida pela TV Globo de 7 de maio a 24 de novembro de 1984, em 174 capítulos. Substituiu Champagne e foi substituída por Corpo a Corpo, sendo a 32ª "novela das oito" exibida pela emissora.
Escrita por Gloria Perez e Aguinaldo Silva, foi dirigida por Roberto Talma, Jayme Monjardim, Carlos Magalhães, Luiz Antônio Piá e Helmar Sérgio. A direção geral foi de Talma. Única parceria entre Perez e Silva, Partido Alto reuniu samba, breakdance, carnaval e o jogo do bicho, temas em voga na época, em suas tramas. Posteriormente, os autores se desentenderam e Aguinaldo abandonou o projeto para escrever a minissérie Tenda dos Milagres (1985), deixando Gloria escrever a novela até o seu término.
Contou com as participações de Cláudio Marzo, Elizabeth Savalla, Raul Cortez, Betty Faria, Lílian Lemmertz, Rubens Corrêa, Glória Pires e Célia Helena.

## Enredo
Juntando aspectos clássicos do folhetim com temática e encenação modernas, a história mostrava dois mundos opostos. Isadora, filha do rico industrial Arnaldo Amoedo, sai de um casamento problemático com Sérgio, um executivo mau-caráter das empresas do sogro, e se envolve com o professor universitário de história Maurício Vilela. Este, por sua vez, é assediado por Celina, a jovem filha do bicheiro Célio Cruz, envolvido com um roubo de joias. O bicheiro, além da família oficial - com a esposa, Izildinha, e os filhos Celina e Felipe - divide seu tempo com a amante, a manicure Jussara, porta-bandeira da escola de samba Acadêmicos do Encantado, da qual ele é patrono, com quem tem um filho, Jorginho.
Do outro lado da história está Amoedo, que esconde um segredo: a verdadeira identidade da mãe de sua filha, Isadora. Ela é Nanci, que teve a filha tomada dos braços e, com muita dificuldade, criou o outro filho, Fernando, com a ajuda da irmã, Sulamita. Eles são moradores do bairro carioca do Encantado, onde residem Jussara e vários tipos do subúrbio do Rio de Janeiro. Fernando acaba por se envolver com Irene, uma mulher madura e sofrida, bem mais velha que ele.
E ainda há o mudo Jesus, um esposo submisso que não diz uma palavra, obedecendo à esposa, Iara. No fim da trama, ele deixa de ser mudo. O malandro Políbio, um falso guru, vive de explorar, junto com seu cúmplice Raposo, a ciumenta e insatisfeita Gilda, mulher de Zé Luiz, ex-marido de Irene.

## Elenco
| Intérprete          | Personagem                                 |
| ------------------- | ------------------------------------------ |
| Cláudio Marzo       | Maurício Vilela                            |
| Elizabeth Savalla   | Isadora Amoedo Fontes                      |
| Raul Cortez         | Célio Cruz                                 |
| Betty Faria         | Jussara Pinto Ferreira de Souza Santos     |
| Herson Capri        | Sérgio Mota                                |
| Lílian Lemmertz     | Nanci Fontes                               |
| Glória Pires        | Celina Cruz                                |
| Kadu Moliterno      | Werner (Alemão)                            |
| Rubens Corrêa       | Arnaldo Amoedo                             |
| Célia Helena        | Isilda Cruz (Isildinha)                    |
| Eva Todor           | Cecília Amoedo                             |
| Percy Aires         | Augusto Rosa (Agostinho)                   |
| José Mayer          | Claudionor dos Santos (Piscina)            |
| Susana Vieira       | Gildete de Almeida (Gilda) / Djamila       |
| Jonas Mello         | José Luís de Almeida (Zé Luís)             |
| Norma Bengell       | Irene Bessa                                |
| Roberto Bataglin    | Fernando Fontes                            |
| Christiane Torloni  | Selma                                      |
| Guilherme Karan     | Políbio Nonato / Abdalla                   |
| Marilu Bueno        | Sulamita Fontes                            |
| Paulo César Pereio  | Germano da Matta (Da Matta)                |
| Milton Gonçalves    | Reginaldo                                  |
| Fábio Sabag         | Turquinho do Méier                         |
| Ilva Niño           | Iara                                       |
| Germano Filho       | Jesus                                      |
| Elizângela          | Maria Aparecida (Cidinha)                  |
| Cininha de Paula    | Maria da Salete (Salete)                   |
| Arnaud Rodrigues    | Mr. Soul                                   |
| Roberto Bonfim      | Genilson                                   |
| Carla Daniel        | Maria Cristina Bessa de Almeida (Malu)     |
| André de Biase      | Marcos Bessa de Almeida                    |
| Bia Sion            | Suzana Beatriz (Su)                        |
| Mário César Camargo | Kléber de Pádua                            |
| Edney Giovenazzi    | Alceu                                      |
| Nélia Paula         | Manuela Amaral                             |
| Antônio Pitanga     | Jacaré                                     |
| Cosme dos Santos    | Zé Pretinho                                |
| Neuza Caribé        | Maria José (Zezinha)                       |
| Luís Filipe de Lima | Felipe Cruz                                |
| Guaracy Valente     | Raposo Tavares                             |
| Lucy Mafra          | Rosa                                       |
| Eliane Maia         | Creusa                                     |
| João Vieitas        | Genivaldo (Geni)                           |
| Rafael Alvarez      | Jorge Pinto Ferreira dos Santos (Jorginho) |
| Marcelo Peniche     | André Amoedo                               |

### Participações especiais
| Intérprete              | Personagem                              |
| ----------------------- | --------------------------------------- |
| Ney Latorraca           | Jorge dos Santos (Escadinha)            |
| Lima Duarte             | José Antônio de Souza (Cocada)          |
| Débora Duarte           | Laura da Matta                          |
| Armando Bógus           | Dr. Arthur                              |
| Joana Fomm              | Jessy                                   |
| Antônio Petrin          | Capo Barone                             |
| Monique Alves           | Marta Siqueira                          |
| Lúcia Alves             | Adriana Pinheiro                        |
| Mila Moreira            | Luana                                   |
| Tony Ferreira           | Delegado Peixoto                        |
| Cristina Galvão         | Sandra                                  |
| Ângela Rebello          | Déia                                    |
| Gilson Moura            | Antônio Amaral (Amaral)                 |
| Jorge Coutinho          | Daniel                                  |
| Nardel Ramos            | Detetive Marquezzi                      |
| Procópio Mariano        | Hélio                                   |
| Carmem Figueira         | Telma                                   |
| Lupe Gigliotti          | Dirce                                   |
| Jacyra Silva            | Mãe Candinha                            |
| Marise Cigani           | Dora                                    |
| Lys Beltrão             | Elisa                                   |
| Jair Delamare           | segurança de Turquinho                  |
| Paulo Nunes             | porteiro no prédio de Isadora           |
| Mário Lago              | líder dos bicheiros                     |
| Waldyr Sant'anna        | diretor da faculdade                    |
| Yoná Magalhães          | juíza em um dos julgamentos de Maurício |
| Ivan Mesquita           | juiz em um dos julgamentos de Maurício  |
| Felipe Wagner           | promotor ro julgamento de Maurício      |
| Ruth de Souza           | jurada do julgamento de Maurício        |
| Renata Fronzi           | jurada do julgamento de Maurício        |
| Maria Augusta Rodrigues | ela mesma                               |
| Chacrinha               | ele mesmo                               |
| Dona Ivone Lara         | ela mesma                               |
| Lulu Santos             | ele mesmo                               |
| Cazuza                  | ele mesmo                               |
| Jimmy Cliff             | ele mesmo                               |
| Luís Carlos Vinhas      | ele mesmo                               |
| Tony Ramos              | ele mesmo                               |
| Bia Seidl               | ela mesma                               |
| Glória Perez            | ela mesma                               |
| Aguinaldo Silva         | ele mesmo                               |
| Roberto Talma           | ele mesmo                               |
| Casemiro Klonowski      | ele mesmo                               |
| Rômulo Costa            | ele mesmo                               |

## Produção
Foi a primeira e única telenovela escrita em parceria por Gloria Perez e Aguinaldo Silva. Ambos estavam estreando como escritores e não se conheciam. Glória pediu para escrever uma novela no horário das 18h, mas Boni a colocou para escrever uma novela no horário nobre junto com Aguinaldo.
| “                                                                | Na sala do Boni, insisti muito para ficar com a novela das seis. Eu me sentiria mais segura. E eu e o Aguinaldo não nos conhecíamos e fazer novela em dupla é um casamento difícil. (…) Mas decidiram fazer o casamento mesmo assim | ” |
| — Glória Perez ao livro “Autores, Histórias da Teledramaturgia”. | |   |

No decorrer do trabalho, diante de tantas discordâncias, Aguinaldo pediu para deixar o trabalho com pouco mais da metade da trama. Glória passou escrever sozinha a história até o último capítulo. Aguinaldo assumiu a autoria de Tenda dos Milagres, minissérie exibida pela TV Globo em 1985.
| “                                                                 | Como trabalhar junto se ela escreve de um jeito e eu de outro? Então, é claro que essa tensão toda acabou se refletindo na nossa relação. Houve momentos em que a gente não conseguia sequer se falar. Mas não era por problema de egos, e, sim, por incompatibilidade de métodos de trabalho | ” |
| — Aguinaldo Silva ao livro “A Seguir, Cenas do Próximo Capítulo”. | |   |

A abertura da novela foi feita por Hans Donner, em que eram mostrados um grupo de dançarinos de breakdance e outro de samba. Usando roupas coloridas e prateadas, eles dançavam ao som de "Enredo do Meu Samba". Foi a abertura mais longa já feita, com cerca de quarenta segundos a mais que as outras. Essa novela, aliás, fez o break invadir, embora por pouco tempo, a cultura brasileira.
No último capítulo houve um desfile da fictícia Acadêmicos do Encantado, que era a escola de samba da novela. A gravação ocorreu na Avenida Rio Branco e durou doze horas. Participaram mais de mil integrantes de escolas de samba reais, além de um público de vinte mil pessoas.
Após o término de Partido Alto, Gloria Perez não renovou com a emissora, sendo contratada pela Rede Manchete, onde escreveu Carmem em 1987. Em 1990 volta para a Globo onde, no horário das 18h, escreve Barriga de Aluguel. O sucesso foi tanto que, Glória foi elevada para o "alto escalão" dos autores, voltando a escrever para o horário nobre em 1992, quando apresentou De Corpo e Alma, lamentavelmente marcada pelo assassinato de sua filha, Daniella Perez.

## Exibição

### Outras mídias
Nunca reprisada, foi disponibilizada na íntegra pelo Globoplay em 10 de abril de 2023, como parte do Projeto Resgate.

## Trilha Sonora

### Nacional
1. "Bobos da Corte" – Rita Lee (tema geral)
2. "Espelhos D'Água" – Dalto (tema de Celina)
3. "Lembra" – Ivan Lins (tema de Isadora e tema de Da Matta)
4. "Fio da Navalha" – Guilherme Arantes (tema de Célio Cruz)
5. "Retiro" – Paulinho da Viola (tema de Maurício)
6. "Me Chamando de Paixão" – Jorge Ben
7. "Enredo do Meu Samba" – Sandra Sá (tema de abertura)
8. "Vinho" – Maria Bethânia (tema de Isadora e Sérgio)
9. "Largado no Mundo" – Barão Vermelho (tema de Werner)
10. "Horizontes" – Ângela Maria (tema de Jussara e Piscina)
11. "Coisa de Nós Dois" – Gilliard (tema de Creusa e Piscina)
12. "Amar Como Eu Te Amei" – Roberto Ribeiro (tema geral)
13. "Mariá" – Robson Jorge & Lincoln Olivetti (tema geral)
14. "Sentimentos" – Fátima Mello (tema de Selma)

### Internacional
1. "Primavera" – Riccardo Cocciante (tema de Irene)
2. "Help!" – Tina Turner (tema de Nanci)
3. "Hey DJ" – The World’s Famous Supreme Team (tema de Mister Soul)
4. "Where Is My Man?" – Eartha Kitt (tema de Zezinha)
5. "Even a Fool Would Let Go" – Joe Cocker (tema de Mauricio e Isadora)
6. "Don't Let Go" – Wang Chung (tema de locação)
7. "This Love Is Forever" – B. J. Thomas (tema de Celina e Werner)
8. "If You're Not Here (By My Side)" – Menudo (tema de Fernando)
9. "Miss Me Blind" – Culture Club
10. "You're The Inspiration" – Chicago (tema de Selma e Sergio)
11. "Earthquake" – The Flirtations (tema de Gilda)
12. "If Ever You're In My Arms Again" – Peabo Bryson (tema de Celina)
13. "Self Control" – Raf (tema geral)
14. "Dreams" – Black Journey (tema de Cecilia)